# Pałac w Gorzycy
Pałac w Gorzycy – wybudowany w XVIII w. w Gorzycy.

## Położenie
Pałac położony jest we wsi  w Polsce, w województwie dolnośląskim, w powiecie lubińskim, w gminie Lubin.

## Historia
Obiekt jest częścią zespołu pałacowego, w skład którego wchodzi jeszcze park.